# Miasto przemocy (film 2006)
Miasto przemocy (kor.: 짝패, MOCT: Jjakpae) – południowokoreański dramatyczny film akcji z 2006 roku w reżyserii Ryu Seung-wan.

## Fabuła
Tae-su detektyw walczący ze zorganizowaną przestępczością, wraca do swojego rodzinnego miasta na pogrzeb Wang-jae, z którym uczył się w liceum. Spotyka on na nim swoich dawnych przyjaciół – Pil-ho, Dong-hwan i Seok-hwan. Wspominają szkolne czasy. Podejrzewają, że śmierć przyjaciela nastąpiła w jakichś dziwnych okolicznościach. Tae-su i Seok-hwan zaczynają swoje własne śledztwa tej sprawy. Obydwaj trafiają na ten sam ślad, który prowadzi do projektu rozbudowy gruntów kierowanego przez Pil-ho.

## Obsada
Źródło: Filmweb
- Ryu Seung-wan – Seok-hwan
- Jung Doo-hong – Tae-su
- Lee Beom-soo – Pil-ho
- Jeong Seok-yong – Dong-hwan
- Ahn Gil-kang – Wang-jae

## Odbiór
Film zarobił 6 128 304 w Korei Południowej, 22 194 w Tajlandii oraz 13 809 dolarów amerykańskich w Wielkiej Brytanii.
W 2007 roku podczas 7. edycji Deauville Asian Film Festival Ryu Seung-wan był nominowany do nagrody Action Asia Award. Podczas 45. edycji Grand Bell Awards Kim Yeong-cheol, Ryu Seung-wan, Nam Na-yeong i Lee Beom-soo byli nominowani do nagrody Grand Bell Award w kategorii Best Cinematography, Best Director, Best Editing i Best Supporting Actor.